# نارتيتش (كورك وناريتش)
نارتيتش (بالفارسية: نارتیچ) هي قرية تقع في إيران في البلدة المركزية. يقدر عدد سكانها بـ 751 نسمة بحسب إحصاء 2016.